# ОШ „Браћа Рибар” Доња Борина
ОШ „Браћа Рибар” из Доње Борине основана је 1895. године, као четвороразредна школа за ученике са подручја Доње Борине и Брасине. До тада су ђаци из овог краја похађали школу у Бањи Ковиљачи и Зајачи.

## Прошлост школе
До оснивања школе ђаци су из овог краја похађали школу у Бањи Ковиљачи и Зајачи. Школа је радила као четворогодишња све до школске 1949/50. године, када је, одлуком тадашњег Среског народног одбора у Лозници, отворен пети разред и школа прерасла у осмогодишњу. Школске 1958/59. године подигнута је нова зграда основне школе у Доњој Борини и у Брасини четворогодишња, као подручно одељење матичне школе у Борини. Самосталност и име Браћа Рибар, школа је добила 1996. године. До тада је често мењала називе, удруживала се и раздруживала са другим школама у општини.
За остварене резултате на пољу образовања и васпитања младих генерација за развој културе и просвећивања друштвене средине, школа је одликована 1986. године Орденом заслуга за народ са сребрним зрацима.

## Издвојено одељење Брасина
У издвојеном одељењу у Брасини, у згради површине 2000m², постоје три опремљене учионице, једна учионица за предшколце, учионица-етно кутак, зборница, кухиња и адаптирана учионица за потребе физичког васпитања.